# Hospital i capella de Santa Caterina
Hospital i capella de Santa Caterina és un monument del municipi d'Ordis inclòs en l'Inventari del Patrimoni Arquitectònic de Catalunya.

## Descripció
L'Hospital de Santa Caterina es troba a la part de darrere de l'església, al centre del poble. És un edifici gòtic de planta rectangular, on la seva ala de llevant està ocupada per la Capella de Santa Caterina, de planta també rectangular.
El conjunt té el parament format a base de pedres sense treballar, excepte a les cantoneres i a la capçalera de la capella, on s'han emprat carreus de pedra d'Avinyonet. Així mateix es pot veure també una socolada de carreus que sobresurt del parament.
A la façana principal, ara arrebossada, hi ha un portal gòtic i una finestra coronella, biforada, d'arquets trilobulats, amb decoració floral a les impostes, que no conserva el mainell. Al llevant hi ha un altre portal, però d'arc de mig punt ben adovellat. A la resta de murs del conjunt trobem altres obertures d'època gòtica. Una de destacable és el rosetó de la del mur de llevant, format per tres cercles en degradació, amb decoració força simple en l'obertura, d'arabesc calat, formant quatre braços amb una forma romboidal, buida, en la seva intersecció.
La capella tenia coberta de fusta sostinguda per quatre arcs diafragma apuntats que la dividien en cinc trams, però, un cop destruïda, entre el segle xviii i el XIX una part es va refer i en data més recent (segle XX) una altra part es va cobrir amb bigues de portland. A l'entrada del presbiteri hi ha un arc triunfal, rebaixat, amb carcanyols als costats i amb motllures horitzontals a les impostes a mode decoratiu. El presbiteri està cobert amb volta apuntada, i a la capçalera podem veure una fornícula en forma de finestra gòtica d'arc lobulat.

## Història
Probablement l'Hospital de Santa Caterina i la seva capella, pels elements conservats, fou alçat al segle xiv o inicis del XV.
La capella és destacable donat que es tracta d'un dels pocs exemplars a la comarca de temple amb arcs diafragma i encavallats de fusta. Aquest tipus de coberta és més pròpia de l'arquitectura civil, i sembla que va ser introduïda des del Llenguadoc al segle xiii i expandida pels ordes mendicants. Altres exemples del mateix cas són l'Església del Carme de Peralada i la de Santa Maria del Roure, avui en ruïnes.